# Pulau Dranan
Pulau Dranan är en ö i Indonesien.   Den ligger i provinsen Moluckerna, i den östra delen av landet, 2 900 km öster om huvudstaden Jakarta.